# Glenn Hysén
Glenn Ingvar Hysén (ur. 30 października 1959 w Göteborgu) – piłkarz szwedzki grający na pozycji środkowego obrońcy. Jego synowie Tobias Hysén, Alexander Hysén i Anton Hysén także są piłkarzami - pierwszy gra w IFK Göteborg, drugi w GIF Sundsvall, a trzeci w BK Häcken.

## Kariera klubowa
Hysén pochodzi z Göteborga. Jego dziadek Erik i wujek Carl występowali w tamtejszym IFK Göteborg. Glenn karierę piłkarską rozpoczął w klubie IF Warta, którego zawodnikiem był do 1977 roku. W 1978 roku został piłkarzem IFK Göteborg, a w 1979 roku zadebiutował w jego barwach w pierwszej lidze szwedzkiej. W swoim debiutanckim sezonie wywalczył z IFK Puchar Szwecji. W sezonie 1980 stał się podstawowym zawodnikiem IFK. W 1982 roku wystąpił w wygranym 1:0 finale Pucharu UEFA z Hamburger SV. W 1982 i 1983 roku dwukrotnie z rzędu wywalczył z IFK mistrzostwo Szwecji, a w latach tych sięgał także po Puchar Szwecji. W 1983 roku za swoją grę na boisku otrzymał "Złotą Piłkę" dla najlepszego piłkarza Szwecji.
Jesienią 1983 roku Hysén przeszedł z IFK Göteborg do holenderskiego PSV Eindhoven. 19 listopada 1983 roku zadebiutował w Eredivisie w przegranym 1:2 wyjazdowym spotkaniu z Go Ahead Eagles. 31 marca 1984 zdobył pierwszego gola w lidze holenderskiej, w spotkaniu z Feyenoordem (1:1). W PSV grał niespełna 2 lata rozgrywając 49 ligowych spotkań i zdobywając w nich 12 goli.
W 1985 roku Hysén wrócił do IFK Göteborg. W 1987 roku wywalczył z nim mistrzostwo Szwecji, a w maju tamtego roku zagrał w finale Pucharu UEFA z Dundee United. IFK wygrało 1:0, a Hysén po raz drugi w karierze sięgnął po to trofeum.
Latem 1987 Szwed przeszedł do włoskiej Fiorentiny. Był podstawowym zawodnikiem zespołu. W 1988 roku zajął z Fiorentiną 8. miejsce w Serie A, a w 1989 roku był z nią 9. w lidze. W 1988 roku po raz drugi otrzymał "Złotą Piłkę" w Szwecji. Przez dwa lata rozegrał 61 spotkań w Serie A i zdobył jednego gola.
W 1989 roku Hysén był bliski przejścia do Manchesteru United, jednak do transferu nie doszło, a szwedzki obrońca podpisał kontrakt z Liverpoolem. Suma transferu wyniosła 625 tysięcy funtów. W barwach nowego zespołu zadebiutował 12 sierpnia 1989 w meczu o Tarczę Wspólnoty z Arsenalem Londyn, wygranym przez Liverpool 1:0. Na skutek kontuzji Alana Hansena Hysén stał się podstawowym zawodnikiem Liverpoolu w sezonie 1989/1990, w którym "The Reds" zostali mistrzem Anglii. Z kolei w sezonie 1990/1991 Liverpool z Hysénem w składzie wywalczył wicemistrzostwo kraju. Jednak w trakcie sezonu 1991/1992 Szwed stracił miejsce w składzie i wrócił do Szwecji. Przez 3 lata był zawodnikiem GAIS i w 1994 roku zakończył karierę piłkarską.
| Sezon   | Klub           | Kraj     | Rozgrywki    | Mecze | Bramki |
| ------- | -------------- | -------- | ------------ | ----- | ------ |
| 1977    | IF Warta       | Szwecja  | III liga     | 9     | 0      |
| 1978    | IFK Göteborg   | Szwecja  | Allsvenskan  | 0     | 0      |
| 1979    | IFK Göteborg   | Szwecja  | Allsvenskan  | 14    | 0      |
| 1980    | IFK Göteborg   | Szwecja  | Allsvenskan  | 26    | 3      |
| 1981    | IFK Göteborg   | Szwecja  | Allsvenskan  | 25    | 2      |
| 1982    | IFK Göteborg   | Szwecja  | Allsvenskan  | 18    | 1      |
| 1983    | IFK Göteborg   | Szwecja  | Allsvenskan  | 22    | 1      |
| 1983/84 | PSV Eindhoven  | Holandia | Eredivisie   | 19    | 6      |
| 1984/85 | PSV Eindhoven  | Holandia | Eredivisie   | 27    | 6      |
| 1985/86 | PSV Eindhoven  | Holandia | Eredivisie   | 3     | 0      |
| 1985    | IFK Göteborg   | Szwecja  | Allsvenskan  | 3     | 0      |
| 1986    | IFK Göteborg   | Szwecja  | Allsvenskan  | 23    | 3      |
| 1987    | IFK Göteborg   | Szwecja  | Allsvenskan  | 8     | 1      |
| 1987/88 | AC Fiorentina  | Włochy   | Serie A      | 30    | 1      |
| 1988/89 | AC Fiorentina  | Włochy   | Serie A      | 31    | 0      |
| 1989/90 | Liverpool F.C. | Anglia   | Division One | 35    | 1      |
| 1990/91 | Liverpool F.C. | Anglia   | Division One | 32    | 0      |
| 1991/92 | Liverpool F.C. | Anglia   | Division One | 5     | 1      |
| 1992    | GAIS           | Szwecja  | Allsvenskan  | 26    | 1      |
| 1993    | GAIS           | Szwecja  | Allsvenskan  | 22    | 1      |
| 1994    | GAIS           | Szwecja  | Allsvenskan  | 6     | 0      |

## Kariera reprezentacyjna
W reprezentacji Szwecji Hysén zadebiutował 14 maja 1981 w przegranym 1:2 towarzyskim meczu z Danią. W 1990 roku został powołany przez selekcjonera Ollego Nordina do kadry na Mistrzostwa Świata we Włoszech. Tam rozegrał dwa spotkanie: przegrane po 1:2 ze Szkocją i Kostaryką. Od 1981 do 1990 roku rozegrał w kadrze narodowej 68 spotkań i zdobył 7 goli.